# Pentágono (Metro de Washington)
Pentágono es una estación subterránea en la línea Amarilla y la línea Azul del Metro de Washington, administrada por la Autoridad de Tránsito del Área Metropolitana de Washington. La estación se encuentra localizada justo al lado de El Pentágono en Arlington en Virginia. La estación fue inaugurada el 1 de julio de 1977.

## Conexiones
WMATA Metrobus
Arlington Transit
DASH
Fairfax Connector
Loudoun County Commuter
OmniRide Commuter